# Pseudicius cinctus
Pseudicius cinctus là một loài nhện trong họ Salticidae.
Loài này thuộc chi Pseudicius. Pseudicius cinctus được Octavius Pickard-Cambridge miêu tả năm 1885.